# 이은지 (655년)
이은지(李隠之, 655년~705년)는 고구려  출신의 당나라 관료이다.

## 생애
발견된 그의 묘지명에 따르면 그는 고구려의 유민이며, 그의 조상은 3세기 말부터 요동에서 지내다가 5세기에 요동이 고구려에 복속되자 자연스럽게 고구려인이 되었지만 고구려가 멸망하자 당나라로 이주하게 되었다고 한다.
이후에는 당나라의  중역으로 활동하면서 천주사마(泉州主島)라는 칭호를 얻었고 낙양(洛陽)에서 지내다 망산(邙山)에 매장되었다. 그에게는 장남 이회(懷)와 두 아들들이 있었으며, 세 아들 모두 당나라의 무관으로 활동했다.

## 참고 자료
- 拜根兴 (2017년 3월). “从新见入唐高丽移民墓志看唐代东亚人员流动”. 《専修大学社会知性開発研究センター古代東ユーラシア研究センター年報》 (専修大学社会知性開発研究センター) 3: 51–62. doi:10.34360/00008254. NAID 120006785664. 다음 글자 무시됨: ‘和書’ (도움말)